# Эдиган (река)
Эдига́н (устар. Едига́н) — река в Чемальском районе Республики Алтай, протекает по территории Куюсского сельского поселения. Устье реки находится в 244 км по правому берегу реки Катунь. Длина реки составляет 31 км.
Притоки:
- Правые: Чинайры, Едихта.
- Левые: Кайнзара (в 9 км от устья), Едусере, Толдовый, Кулга, Ярыксу[2].

## Данные водного реестра
По данным государственного водного реестра России относится к Верхнеобскому бассейновому округу, водохозяйственный участок реки — Катунь, речной подбассейн реки — Бия и Катунь. Речной бассейн реки — (Верхняя) Обь до впадения Иртыша.
Код объекта в государственном водном реестре — 13010100312115100006657.

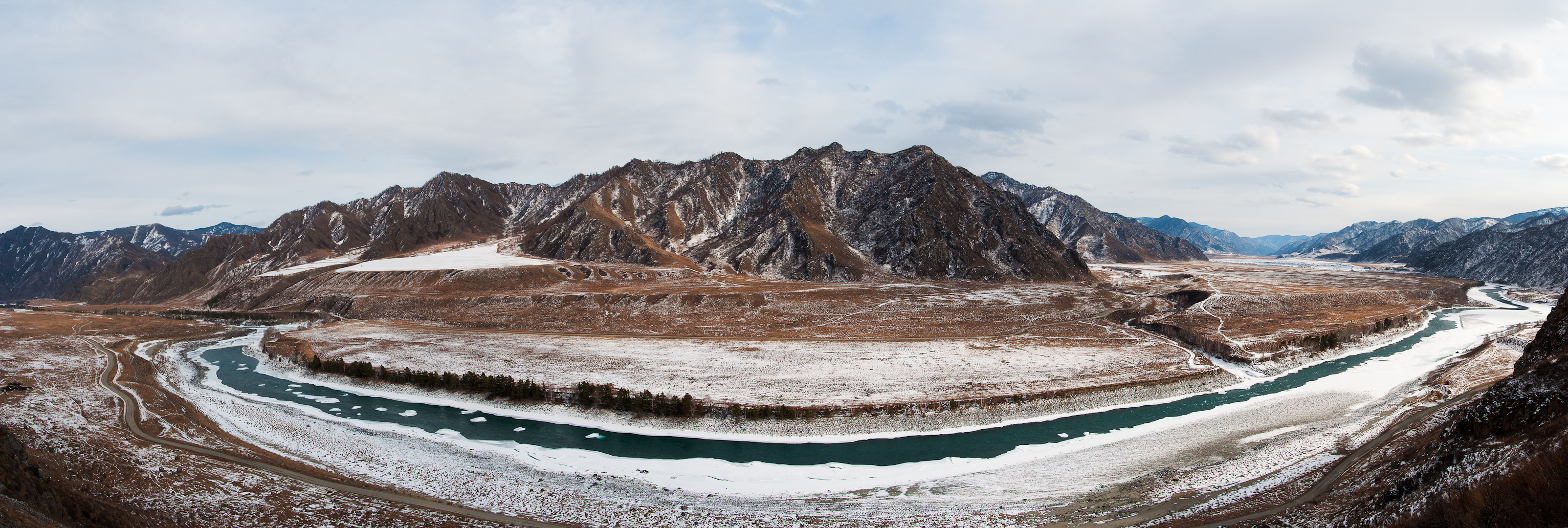
Устье Эдигана